# موزس سیتهول
موزس سیتهول (متولد ۱۷ نوامبر ۱۹۶۴) قاتل زنجیره‌ای و متجاوز اهل آفریقای جنوبی است که قتل‌های الفبایی را مرتکب شد، به این دلیل که این قتل‌ها از آتریج‌ویل شروع شد، در بوکسبورگ ادامه یافت و در کلیولند، حومه ژوهانسبورگ به پایان رسید. سیتهول حداقل ۳۷ زن و یک کودک نوپا را بین ۱۶ ژوئیه ۱۹۹۴ تا ۶ نوامبر ۱۹۹۵ به قتل رساند.

## اوایل زندگی
موزس سیتهول در ۱۷ نوامبر ۱۹۶۴ در وسلوروس، شهرستانی در نزدیکی بوکسبورگ، استان ترانسوال (گوتنگ فعلی) به دنیا آمد. وقتی پنج ساله بود پدرش فوت کرد و مادرش خانواده را رها کرد. سیتهول و خواهران و برادرانش سه سال بعد را در پرورشگاهی گذراندند که او بعداً خودش گفت در آنجا با آنها بدرفتاری شده‌است. به گفته خودش، در نوجوانی به دلیل تجاوز به عنف دستگیر شد و هفت سال را در زندان گذراند. او بعداً زندان را عامل تبدیل او به یک قاتل دانست. او جنایات خود را اینگونه توضیح داد که قربانیانش همه او را به یاد زنانی می‌اندازند که سال‌ها قبل به دروغ او را به تجاوز متهم کرده بودند.

## قتل‌ها
سیتهول برای اطرافیانش فردی نرم‌خو به نظر می‌رسید. در زمان جنایات خود، او یک سازمان پوسته ای به نام «جوانان مخالف سوء استفاده از انسان» را مدیریت می‌کرد که ظاهراً به ریشه‌کن کردن کودک آزاری اختصاص داشت. پس از ارتکاب قتل در آتریج ویل، نزدیک پرتوریا، سیتهول تمرکز خود را به بوکسبورگ و در نهایت به کلیولند منتقل کرد. تا سال ۱۹۹۵، او بیش از ۳۰ قربانی گرفته بود که باعث ایجاد وحشت در سراسر کشور شد. در برخی موارد، او بعداً بدون هیچ دلیل آشکار دیگری جز تمسخر با خانواده قربانیان تماس می‌گرفت. در یک مقطع، نلسون ماندلا، رئیس‌جمهور، شخصاً از بوکسبورگ بازدید کرد تا از کمک مردم برای دستگیری قاتل درخواست کمک کند.

### روش‌ها
سیتهول زنان سیاه‌پوست بین ۱۹ تا ۴۵ سال را هدف قرار می‌داد. اکثر قربانیان او برای موقعیت‌هایی در مؤسسه خیریه سیتهول مصاحبه می‌شدند. سیتول آنها را به مزارع دورافتاده می‌برد، آنها را کتک می‌زد، به آنها تجاوز می‌کرد و در نهایت آنها را می‌کشت. قربانیان عموماً با لباس زیر خود خفه می‌شدند. او یک بار پسر دو ساله یکی از قربانیان خود را از ناحیهٔ سر زخمی کرد و او را رها کرد تا جان بدهد.

## دستگیری
در اوت ۱۹۹۵، سیتهول با یکی از قربانیان دیده شد، اما مدت کوتاهی پس از اینکه بازرسان جزئیات محکومیت قبلی او به تجاوز را دریافتند، ناپدید شد. در اکتبر ۱۹۹۵، سیتهول با تامسن دی بیر، روزنامه‌نگار آفریقای جنوبی تماس گرفت و خود را به عنوان قاتل تحت تعقیب معرفی کرد. او در طی یک مکالمهٔ تلفنی با دی بیر اظهار داشت که این قتل‌ها برای انتقام از حبس ناعادلانهٔ او در زندان انجام شده‌است و ادعا کرد ۷۶ قربانی گرفته‌است که این تعداد دوبرابر چیزی بود که به پلیس گزارش شده بود. در نهایت سیتهول برای اثبات هویت خود، آدرس جایی را که یکی از اجساد رها شده بود، به این روزنامه‌نگار داد. مقامات محلی متعاقباً سیتهول را در ژوهانسبورگ دستگیر کردند و زمانی که با یک دریچه به یک پاسبان حمله کرد، به او شلیک کردند. سیتهول به بیمارستان منتقل شد و در آنجا مشخص شد که HIV مثبت است و همچنین به سل نیز مبتلاست.

## محاکمه و زندان
در ۵ دسامبر ۱۹۹۷، سیتهول به ۵۰ سال زندان برای هر یک از ۳۸ قتل، دوازده سال حبس برای هر یک از ۴۰ تجاوز جنسی، و پنج سال زندان برای هر یک از شش سرقت محکوم شد. از آنجایی که محکومیت‌های وی به‌طور متوالی اجرا می‌شود، مجموع محکومیت مؤثر وی ۲۴۱۰ سال است. قاضی دیوید کارستیرز دستور داد که سیتهول باید حداقل ۹۳۰ سال قبل از واجد شرایط بودن برای آزادی مشروط خدمت کند، و او سن ۹۶۳ سالگی واجد این شرایط خواهد بود. قاضی همچنین گفت که اگر مجازات اعدام همچنان برقرار بود، او باید اعدام می‌شد. سیتول در سی مکس، بخش حداکثر امنیتی زندان مرکزی پرتوریا زندانی شد. او در حال حاضر در مرکز اصلاح و تربیت مانگوانگ در بلومفونتین زندانی است.